# Esquerdes
Esquerdes (niederländisch Zwerde) ist eine französische Gemeinde mit 1607 Einwohnern (Stand 1. Januar 2022) im Département Pas-de-Calais in der Region Hauts-de-France. Sie gehört zum Arrondissement Saint-Omer und zum Kanton Lumbres.

## Lage
Die Gemeinde Esquerdes liegt an der Aa im Regionalen Naturpark Caps et Marais d’Opale, vier Kilometer südwestlich von Saint-Omer. Durch den Nordosten der Gemeinde führt die Autoroute A26. Nachbargemeinden von Esquerdes sind Wisques im Norden, Hallines im Osten, Remilly-Wirquin im Süden, Wavrans-sur-l’Aa im Südwesten, Elnes im Westen sowie Setques im Nordwesten.

## Bevölkerungsentwicklung
| Jahr                       | 1962 | 1968 | 1975 | 1982 | 1990 | 1999 | 2006 | 2012 | 2022 |
| Einwohner                  | 1147 | 1205 | 1182 | 1278 | 1530 | 1460 | 1584 | 1549 | 1607 |
| Quellen: Cassini und INSEE |      |      |      |      |      |      |      |      |      |

## Sehenswürdigkeiten
- Kirche Saint-Martin (Monument historique seit 1914)[2]
- Schloss
- Poudrerie nationale d’Esquerdes (Pulvermühle, 17. Jahrhundert)

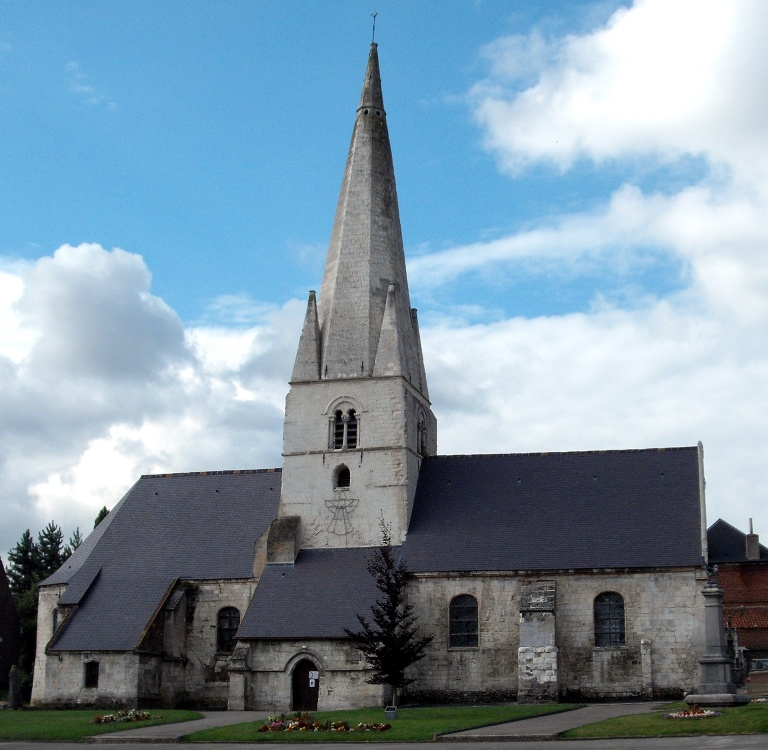
Kirche Saint-Martin
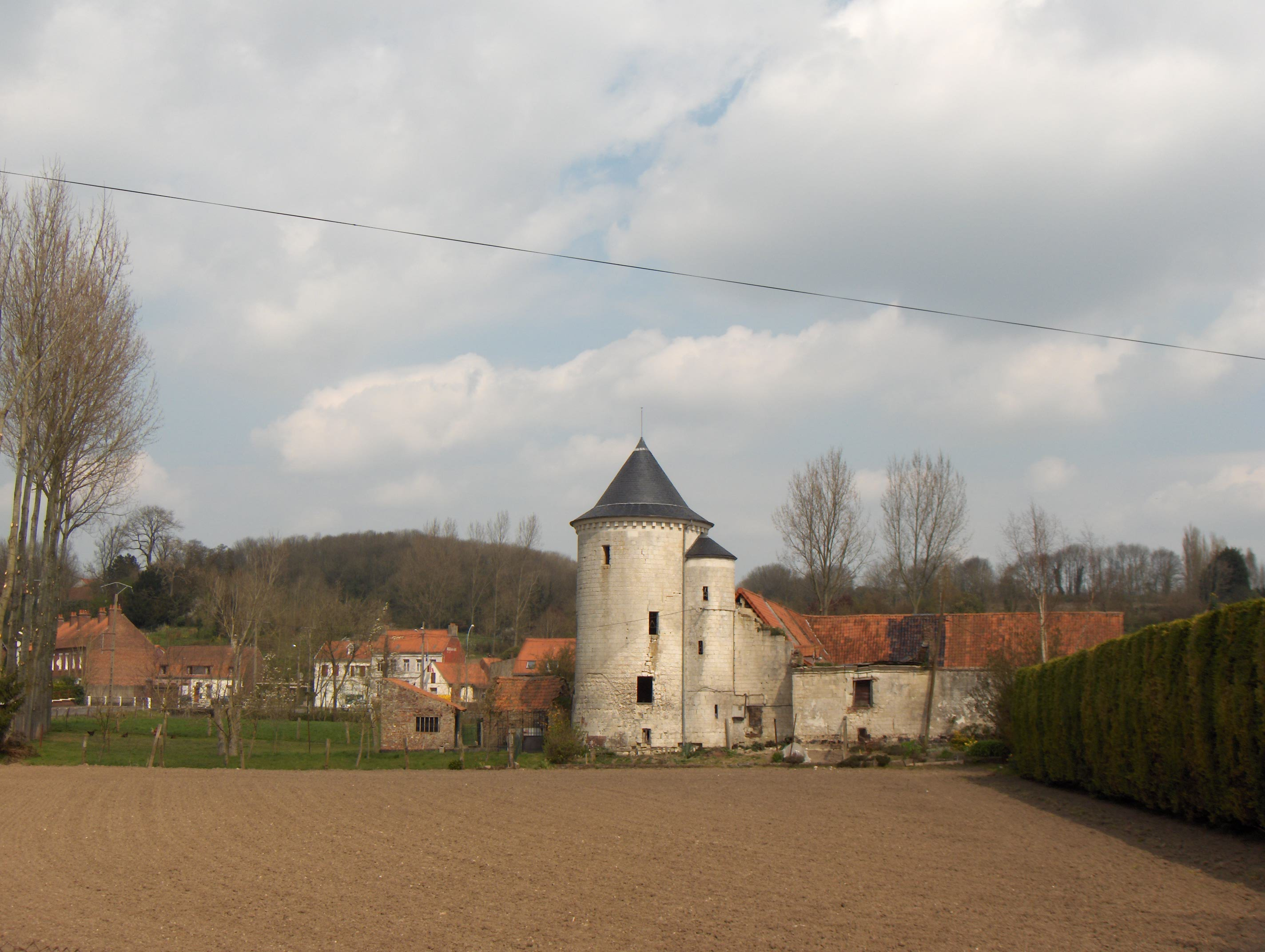
Schloss
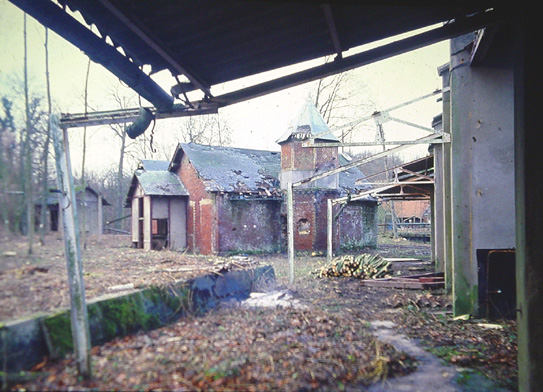
Pulvermühle um 1990

## Persönlichkeiten
- Philippe de Crèvecœur (um 1418–1494), Herr von Esquerdes und Marschall von Frankreich, auch bekannt unter Maréchal des Cordes und Maréchal d‘Esquerdes